# ريتشارد ماكيني (لاعب كرة قدم)
ريتشارد ماكيني (بالإنجليزية: Richard McKinney)‏ هو لاعب كرة قدم بريطاني في مركز حراسة المرمى، ولد في 18 مايو 1979 في Ballymoney ‏ في المملكة المتحدة. لعب مع سويندون تاون وكولتشستر يونايتد ومانشستر سيتي ونادي بيليمينا يونايتد ونادي تشيلمسفورد ونادي والسول وهيبريدج سويفتس.